# Ricardo Rosset
Ricardo Rosset (n. 27 iulie 1968) este un fost pilot brazilian de Formula 1 care a evoluat în Campionatul Mondial între anii 1996 și 1998.

## Cariera în Formula 1
| Sezon | Echipă                  | Puncte | Loc clasament general |
| ----- | ----------------------- | ------ | --------------------- |
| 1996  | Footwork Hart           | 0      | -                     |
| 1997  | MasterCard Lola F1 Team | 0      | -                     |
| 1998  | Tyrrell                 | 0      | -                     |